# Claudio Veggio
Claudio Maria Veggio (Piacenza ~1510) fou un compositor i madrigalista italià per a quatre i vuit veus. És conegut solament per dos llibres de magdrigals: Il primo libro di madrigalis a 4 voci, con la gionta de sei altri di Archadelt della misura a breve (Venècia, 15400 i 1544).
No hi ha gaire informació sobre la seva vida, excepte del període a l'entorn de l'any 1540 quan treballava de clavicembalista a la cort del comte Federico Anguissola de Piacenza, a Castell'Arquato. Després va desaparèixer i no es tenen cap notícies.
Un manuscrit seu trobat a l'arxiu de Castell'Arquato és molt important per a la musicologia. Es tracta d'una còpia dels esborranys de les seves composicions, que conté molts de croquis, esborraments i revisions. És un document rar d'aquesta època i un dels manuscrits més ancians que ensenya la manera de compondre d'aleshores. Moltes composicions són transcripcions per a tessitura de cançons perdudes molt probablement d'altres compositors.